# Campionati russi di ski cross 2016
I Campionati russi di ski cross 2016 si sono svolti a Miass il 27 marzo. Il programma ha incluso sia la gara femminile che la gara maschile. 
Trattandosi di competizioni valide anche ai fini del punteggio FIS, vi hanno partecipato anche sciatori di altre federazioni, senza che questo consentisse loro di concorrere al titolo nazionale russa.

## Risultati

### Uomini
| Pos. | Atleta          | Nazione |
| ---- | --------------- | ------- |
| 1    | Artem Kostenko  | Russia  |
| 2    | Georgy Kornilov | Russia  |
| 3    | Kirill Gladkov  | Russia  |
| 4    | Sergej Ridzik   | Russia  |

### Donne
| Pos. | Atleta               | Nazione |
| ---- | -------------------- | ------- |
| 1    | Sofia Smirnova       | Russia  |
| 2    | Yulia Livinskaya     | Russia  |
| 3    | Mayya Averyanova     | Russia  |
| 4    | Anastasiia Chirtcova | Russia  |